# 227962 Aramis
227962 Aramis è un asteroide della fascia principale. Scoperto nel 2007, presenta un'orbita caratterizzata da un semiasse maggiore pari a 2,9169150 UA e da un'eccentricità di 0,0162285, inclinata di 5,40865° rispetto all'eclittica.